# Adolf Frederic II de Mecklenburg-Strelitz
Adolf Frederic II de Mecklenburg-Strelitz - Adolf-Friedrich II von Mecklenburg-Strelitz (alemany) - (Grabow, Sacre Imperi, 19 d'octubre de 1658 - Strelitz, 12 de maig de 1708) era fill del duc Adolf Frederic I (1588-1658) i de la seva segona dona Caterina de Brunsvic-Dannenberg (1616-1665).
El 1695, Adolf Frederic reclama sense èxit ser l'hereu i successor del seu sogre Gustau de Mecklenburg-Güstrow, ja que havia mort sense descendència masculina. Després de llargues negociacions, el 8 de maig de 1701, amb l'acta de successió d'Hamburg se li concedeix el ducat de Mecklemburg-Strelitz. D'aquesta manera, el ducat de Güstrow es va dividir entre la línia del Ducat de Mecklenburg-Schwerin i la de Mecklenburg-Strelitz. El nou ducat de Strelitz comprenia el principat de Ratzeburg, el domini de Stargard, i les poblacions de Mirow i Nemerow.
Adolf Frederic va tenir un paper significatiu en la propagació de la Reforma protestant al si del Sacre Imperi Romanogermànic.

## Matrimoni i fills
El 23 de setembre de 1684 es va casar a Güstrow amb Maria de Mecklenburg-Güstrow (1659-1701), filla del duc Gustau Adolf de Mecklenburg-Güstrow (1633-1695) i de la princesa Magdalena Sibil·la de Schleswig-Holstein-Gottorp (1631-1719). El matrimoni va tenir cinc fills: 
- Adolf Frederic III (1686-1752), casat amb Dorotea Sofia de Holstein-Plon (1692-1765).
- Magdalena (1689-1689)
- Maria (1690-1690)
- Elionor (1691-1691)
- Gustava Carolina (1694-1748), casada amb el duc Cristià Lluís II de Mecklenburg-Schwerin (1683-1756)

Morta la seva dona, es tornà a casar el 20 de juny de 1702 amb Joana de Saxònia-Gotha (1680-1704), filla del duc Frederic I de Saxònia-Gotha-Altenburg (1646-1691) i de Magdalena Sibil·la de Saxònia-Weissenfels (1648-1681). Vidu de nou, el 7 de juny de 1705 es va tornar a casar a Strelitz amb Cristiana Emília de Schwarzburg-Sondershausen (1681-1751), filla de Cristià Guillem (1645-1721) i d'Antònia Sibil·la de Barby-Muhlingen
(1641-1684). Aquest tercer matrimoni va tenir dos fills: 
- Sofia (1706-1708)
- Carles Lluís (1708-1752), casat amb la princesa Elisabet Albertina de Saxònia-Hildburghausen (1713-1761).